# 손숙
손숙(한국 한자: 孫淑, 1944년 5월 13일 ~ )은 대한민국의 배우, 전 정무직공무원이다. 
- 1962년 북아메리카 미국 이민 하였다.
- 1963년 아시아 대한민국 밀양으로 돌아온뒤였다.

본관은 일직이고, 밀양군 산외면 출신이다.

## 학력
- 밀양초등학교 (졸업)
- 풍문여자중학교 (졸업)
- 풍문여자고등학교 (졸업)
- 고려대학교 문과대학 사학과 (중퇴)

## 경력
- 1998년 : 여성특별위원회 민간위원, 예술의전당 비상임이사
- 1999년 : 환경운동연합 공동대표
- 1999년 5월 ~ 1999년 6월 : 제6대 환경부 장관
- 에티오피아 한국전 참전용사 후원회 회장
- 2002년 : 아름다운가게 공동대표
- 2006년 3월 : 단국대학교 연극영화과 초빙교수
- 2013년 4월 ~ 2020년 5월 : 마포문화재단 이사장
- 2018년 9월 ~ 2021년 9월 : 예술의전당 이사장

## 고위공직자 재직시 2만달러 수수
1999년 5월 24일 환경부 장관으로 취임한 손숙은 같은 해 5월 30일 러시아 모스크바 타간카 국립극장에서 연극 공연을 한 뒤 전국경제인연합회로부터 격려금 명목으로 2만달러를 수수하였다. 손숙은 연극인 자격으로 받은 것이라 주장하였으나, 환경부 장관으로 입각한 이후에 기업체 대표 조직이 격려금으로 보기에는 거액을 건넸다는 점에서 문제되었다. 공직자 준수사항에서는 공직자는 어떤 명목으로도 5만원 이상의 금품을 받을 수 없다고 규정하고 있다.

## 출연작

### 연극
- 《상복을 입은 엘레크라》
- 《밤으로의 긴 여로》
- 《손숙의 어머니》
- 《잘자요 엄마 - 연극열전 2》
- 《침향》
- 《신의 아그네스》
- 《사랑아 웃어라》
- 《셜리 발렌타인》
- 《아내들의 외출》
- 《니 부모 얼굴이 보고싶다》
- 《나의 황홀한 실종기》
- 《엄마를 부탁해》
- 《가을 소나타》
- 《안녕, 마이 버터플라이》
- 《3월의 눈》
- 《벚꽃 동산》
- 《키 큰 세 여자》
- 《아버지와 나와 홍매》 ... 어머니 홍매 역
- 《손숙의 그 여자》
- 《사랑별곡》 ... 순자 역
- 《세일즈맨의 죽음》 ... 린다 역
- 《나의 가장 나종 지니인 것》
- 《세 여자 이야기》

### 영화
- 《단지 그대가 여자라는 이유만으로》 (1990년) ... 여변호사 역
- 《리허설》 (1995년) .... (조연)
- 《개같은 날의 오후》 (1995년) ... 김경숙 역
- 《극장전》 (2005년) ... 연극 어머니의 어머니 역
- 《여름이 준 선물》 (2006년) ... (특별출연)
- 《투혼》 (2011년) ... 국수집 할매 역 (특별출연)
- 《주리》 (2012년) ... 여자 역
- 《민우씨 오는 날》 (2014년) ... 현재 연희 역
- 《귀향》 (2016년) ... 영옥(영희) 역
- 《굿바이 싱글》 (2016년) ... 드라마 리딩 중년 배우 역 (특별출연)
- 《아이 캔 스피크》 (2017년) ... 문정심 역 (특별출연)
- 《챔피언》 (2018년) ... 마크엄마 역 (특별출연)
- 《소리꾼》 (2020년)  ... 노파 역 (특별출연)
- 《꽃손》 (2021년) ... 옥단 역
- 《봄날》 (2022년) ... 정님 역
- 《당신이 잠든 사이》 (2024년) ... 송금순 역

### 드라마
- MBC 《짝》 (1996년) ... 박월례 역
- KBS 《TV 문학관 - 내가 살았던 집》 (2005년) ... 그녀의 어머니 역
- MBC 《현정아 사랑해》 (2002년) ... 손정임 역
- MBC 《내 이름은 공주》 (2002년) ... 정선희 역
- MBC 《그래도 좋아》 (2007년) ... 권은심 여사 역
- KBS 《블러드》 (2015년) ... 안실비아 역
- MBC 《불어라 미풍아》 (2016년) ... 순옥 역
- tvN 《나의 아저씨》 (2018년) ... 봉애 역
- KBS 《슈츠》 (2018년) ... 배주자 역 (특별출연)
- JTBC 《뷰티 인사이드》 (2018년) ... 일일 한세계 역 (특별출연)
- tvN 《나인룸》 (2018년) ... 김말분 역
- tvN 《아스달 연대기》 (2019년) ... 아사사칸 역
- tvN 《화양연화》 (2020년) ... 이경자 역
- tvN 《산후조리원》 (2020년) ... 김남례 역
- KBS 《KBS 드라마 스페셜 - 나들이》 (2020년) ... 금영란 역
- JTBC 《아이돌: 더 쿠데타》 (2021년) ... 오현지의 할머니 역
- Disney+ 《변론을 시작하겠습니다》 (2022년) … 노착희의 할머니 역
- Netflix 《글리치》 (2022년) … 백윤선 역
- tvN 《산후조리원》 (2020년) ... 김남례 역
- Netflix 《더 글로리》 (2022년) … 할머니 역
- tvN 《아라문의 검》 (2023년) ... 아사사칸 역
- Netflix 《경성크리처 시즌 2》 (2024년) … 노부인 역
- MBC 《이토록 친밀한 배신자》 (2024년) … 명자 역 (특별출연)
- MBC 《메리 킬즈 피플》 (2025년) … 이은영 역 (특별출연)

### 뮤지컬
- 《아가씨와 건달들》

### 라디오 프로그램
- MBC 표준FM 《여성시대》 (진행,하차)
- SBS FM 《손숙의 아름다운 세상》 (진행,하차)
- SBS FM 《손숙, 김범수의 아름다운 세상》 (진행,하차)
- SBS FM 《김승현, 손숙의 편지쇼》 (진행,하차)
- CBS 표준FM 《손숙, 한대수의 행복의 나라로》 (진행,하차)
- EBS FM 《라디오 소설》 (엄마를 부탁해)  (해설 / 엄마)
- EBS FM 《EBS 책 읽는 라디오 낭독 시리즈》

## 저서

### 수필
- 《사랑아 웃어라》

## 수상
- 1972년 제8회 백상예술대상 연극부문 애독자인기상
- 1975년 제11회 백상예술대상 연극부문 여자최우수연기상
- 1977년 제13회 백상예술대상 연극부문 여자최우수연기상
- 1979년 제15회 백상예술대상 연극부문 여자최우수연기상
- 1983년 제19회 백상예술대상 연극부문 여자최우수연기상
- 1986년 대한민국연극제 여우주연상
- 1990년 제11회 청룡영화상 여우조연상
- 1993년 MBC 연기대상 라디오부문 최우수상
- 1996년 한국문인협회 연극영화부문 가장 문학적인 상
- 1997년 제7회 이해랑연극상
- 1998년 한국연극배우협회 올해의 배우상
- 1999년 제35회 백상예술대상 연극부문 여자최우수연기상
- 2013년 제3회 아름다운예술인상 연극예술인상
- 2020년 KBS 연기대상 여자 연작단막극상

## 서훈
- 1998년 대통령표창
- 2012년 은관문화훈장(2등급)

## 기타
- 1995년 KBS 1TV《인간극장》에서 손숙의 일대기를 다룬 《배우수첩》이 방영됐는데 배우 허윤정이 주인공 손숙, 박승호가 손숙의 남편 김성옥 역으로 나왔다.[4]